# Caza con reclamo
Chasse avec un appeau
Caza con reclamo (« Chasse avec un appeau » ; ou Caza con mochuelo y red — « Chasse au hibou et au filet ») est un tableau de Francisco de Goya réalisé en 1775 et appartenant à la première série de cartons pour tapisserie destinée à la salle à manger du Prince des Asturies au palais de l'Escurial.

## Contexte de l'œuvre
Tous les tableaux de la première série sont destinés à la salle à manger du Prince des Asturies, c'est-à-dire de celui qui allait devenir Charles IV et de son épouse Marie Louise de Parme, au palais de l'Escurial. Le tableau fut livré à la Fabrique royale de tapisserie avec le reste de la série le 24 mai 1775.
Il fut considéré perdu jusqu'en 1869, lorsque la toile fut découverte dans le sous-sol du Palais royal de Madrid par Gregorio Cruzada Villaamil, et fut remise au musée du Prado en 1870 par les ordonnances du 19 janvier et du 9 février 1870, où elle est exposée dans la salle 90. La toile est citée pour la première fois dans le catalogue du musée du Prado en 1876.
La série était composée de Perros y útiles de caza, Caza con reclamo, La Caza de la codorniz, El Pescador de caña, Cazador cargando su escopeta, El Cazador con sus perros, La Caza del jabalí, Caza muerta et Muchachos cazando con mochuelo.

## Description et analyse
Il est très probable que Goya se soit intéressé à la faune dans ses premières années, et c'est précisément ce qu'il a représenté ici. Le hibou semble avoir été copié à partir d'un studio de dissection. Elle est similaire à la chouette, que Goya utilisera plus tard dans ses dessins comme symbole du mal.
Comme toutes les peintures de la première série de dessins animés, il s'agit d'une toile simple sans grande gamme de couleurs. Cela peut être dû à la demande des tisserands, qui avaient besoin d'un carton simple pour manipuler le métier avec dextérité. La toile représente un stand de chasse avec un appât, deux oiseaux enfermés dans leurs cages, un chien et un filet qui encadre le tout.
Son format allongé est dû à l’emplacement auquel il était destiné : un dessus-de-porte de la salle-à-manger royale du monastère de l’Escurial. La chasse, plaisir favori du roi et de son fils, fut choisie pour ce site où ils réalisaient cette activité.
L’influence de Francisco Bayeu et de Anton Raphael Mengs est clairement visible. Son beau-frère et contemporain Bayeu dirigeait Goya qui restait inhibé au point que les œuvres de cette époque des deux peintres peuvent être confondues. Il s'agit néanmoins d'un style méticuleux et détaillé qui a traditionnellement été vu de bas en haut en raison de son emplacement. Les ciels et les arbres, caractéristiques de toutes les caricatures de Goya, sont très clairement visibles.
On peut voir des formes pyramidales simples et, enfin, le chien domine la composition. Les diagonales et les branches de l'arbre unifient une composition qui est remarquable du point de vue de Janis Tomlinson.
Il est probable qu'il ait été bien accueilli par la famille royale, car les directeurs de l'usine autoriseraient désormais Goya à peindre des caricatures de « sa propre invention ».